# Mike Brewer (rugbista)
Michael Robert Brewer (Pukekohe, 6 de noviembre de 1964) es un entrenador y exjugador neozelandés de rugby que se desempeñaba como ala. Representó a los All Blacks de 1986 a 1995 y actualmente es técnico de los NTT DoCoMo Red Hurricanes.

## Carrera
Brewer se caracterizó por un juego agresivo, seguro en la defensa y comprometido a sacrificarse; esta entrega más su duro temperamento le permitió ser capitán en todos los equipos que jugó.
Debutó con los Otago Razorbacks del National Provincial Championship en 1983, lideró la victoria de 1991 y se marchó en 1993 cuando se peleó con los dirigentes por sus diferencias con el nuevo cuerpo técnico. Se unió a Canterbury Rugby y permaneció hasta 1995.

### Profesional
Brewer jugó una temporada en L'Aquila Rugby del italiano Top12, única liga profesional de su época. Con la llegada del profesionalismo en 1996 tuvo una nueva incursión, pero debido a sus lesiones no fue tenido en cuenta para el Super Rugby 1996 y decidió emigrar al Blackrock College RFC irlandés.

## Selección nacional
Fue internacional con los Baby Blacks desde 1983 y su capitán en 1985.

### All Blacks
Brian Lochore lo convocó a los All Blacks para enfrentar a Les Bleus en junio de 1986. Se dice que no era convocado regularmente por negarse a ser suplente de la estrella Michael Jones, Brewer inició todos los partidos como titular.
Su última participación fue la Copa Bledisloe 1995 contra los Wallabies, luego John Hart nunca lo tuvo en cuenta por detestar jugadores temperamentales. En total jugó 32 partidos y marcó un try.

### Participaciones en Copas del Mundo
Laurie Mains lo convocó a Sudáfrica 1995 como titular indiscutido y formó la mejor tercera línea del campeonato con Zinzan Brooke y Josh Kronfeld, una de las más fuertes de la historia.
| Mundial                       | Sede      | Resultado  | PJ | Tries |
| ----------------------------- | --------- | ---------- | -- | ----- |
| Copa Mundial de Rugby de 1995 | Sudáfrica | Subcampeón | 4  | 0     |

## Palmarés
- Campeón del National Provincial Championship de 1991.